# Лигатура алеф-ламед

Лигатура алеф-ламед

В еврейском алфавите буквы алеф (א) и ламед (ל) могут образовывать лигатуру ﭏ. Эта лигатура встречается в некоторых досовременных текстах (в основном религиозных, где этими буквами пишется слово «Бог» и множество производных от него имён собственных, кончающихся на -эль) или в иудейско-арабских текстах, где это сочетание встречается очень часто, поскольку [ʔ] [a]l- (на иврите пишется алеф плюс ламед) является определённым артиклем в арабском языке. Например, слово Аллах (אַללַּהּ) может быть написано с такой лигатурой: ﭏלה.

## История
Эта лигатура распространена в сефардских сиддурах (молитвенниках), используемых сефардами, мизрахим и некоторыми ашкеназскими хасидскими общинами. История имеет геолингвистический характер. Евреи, жившие в средневековой Андалусии, Северной Африке и Османской империи, использовали арабскую письменность наряду с ивритом, а в повседневном общении говорили на арабском языке. Иудейско-арабский язык мог быть написан любым из алфавитов. Оба языка и алфавиты являются семитскими и имеют общее происхождение.